# Shishaldin
Shishaldin este un vulcan situat în centrul insulei Unimak care aparține de Insulele Aleutine. Muntele are formă de con simetric cu altitudinea de 2.857 m deasupra n.m. un crater mic de pe pisc este tot timpul activ, ceace face ca piscul să aibă tot timpul un nor de vapori. Shishaldin este cel mai activ vulcan de pe Insulele Aleutine. Din anul 1775 a avut cel puțin 27 de erupții. Ultima erupție a durat între anii 1986–1987 când erupția a expulzat luni de zile cenușă și vapori fierbinți. Localitatea cea mai apropiată False Pass se află la 32 km de vulcan.